# エレクトロゴルスク
座標: 北緯55度53分 東経38度48分 / 北緯55.883度 東経38.800度

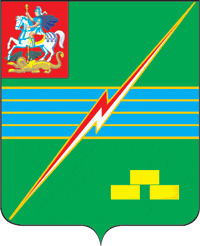
エレクトロゴルスクの市章

エレクトロゴルスク（エレクトロゴールスク、ロシア語:  Электрого́рск、ラテン文字表記の例: Elektrogorsk）は、ロシアのモスクワ州にある町。人口は2万9982人（2021年）。首都モスクワの東75キロメートルに位置し、大きな火力発電所などを擁する。

## 歴史

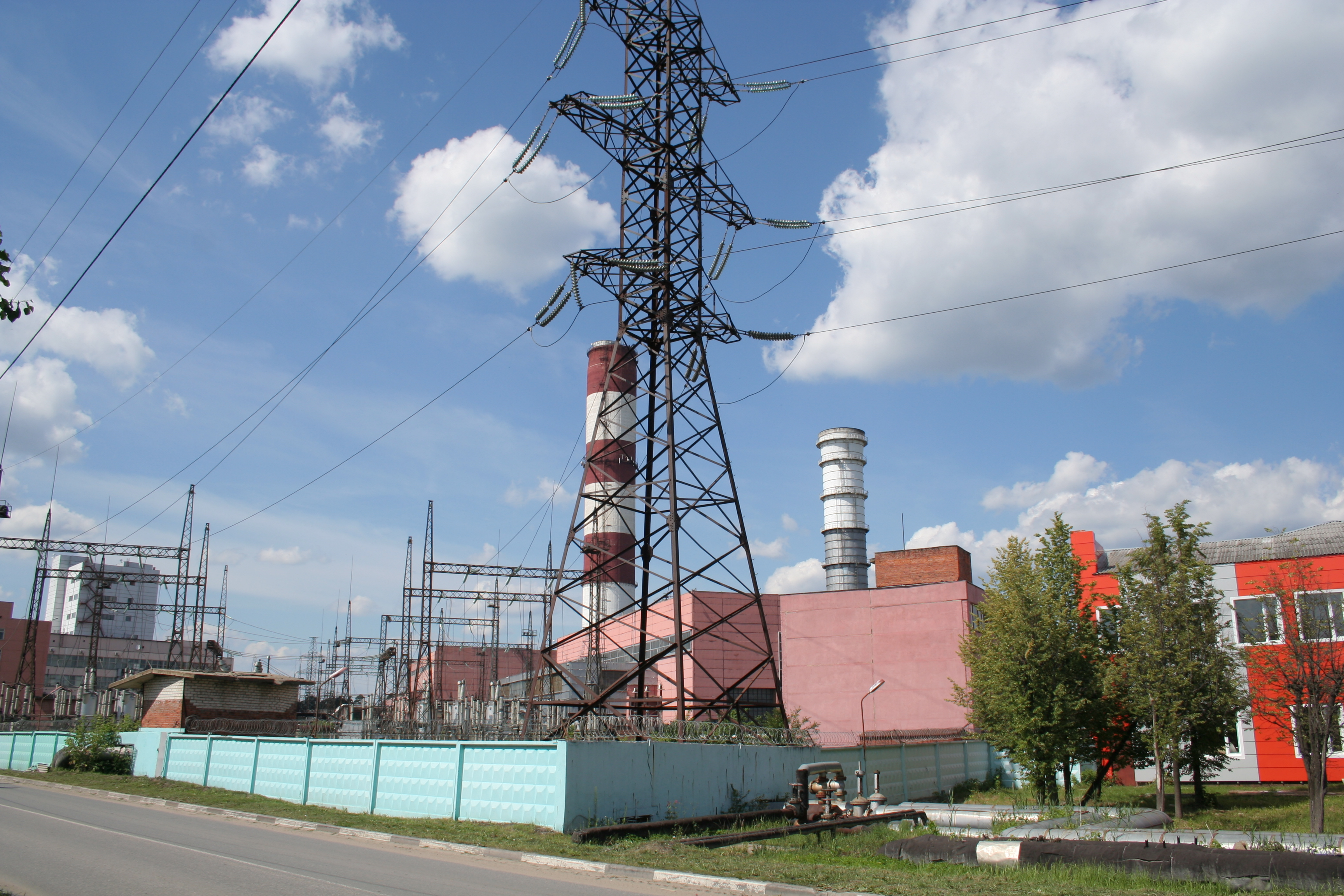
エレクトロゴルスク火力発電所

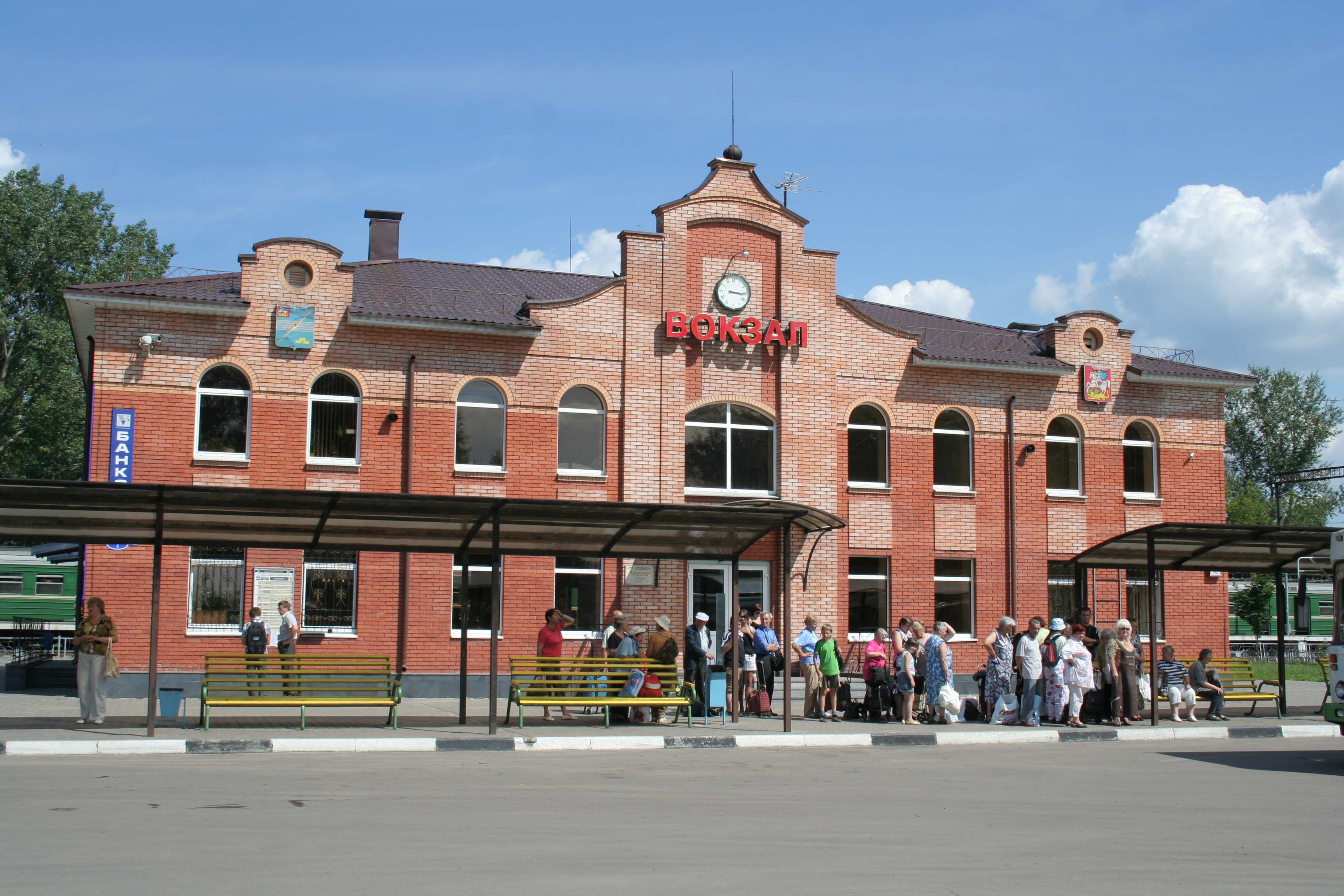
エレクトロゴルスク駅

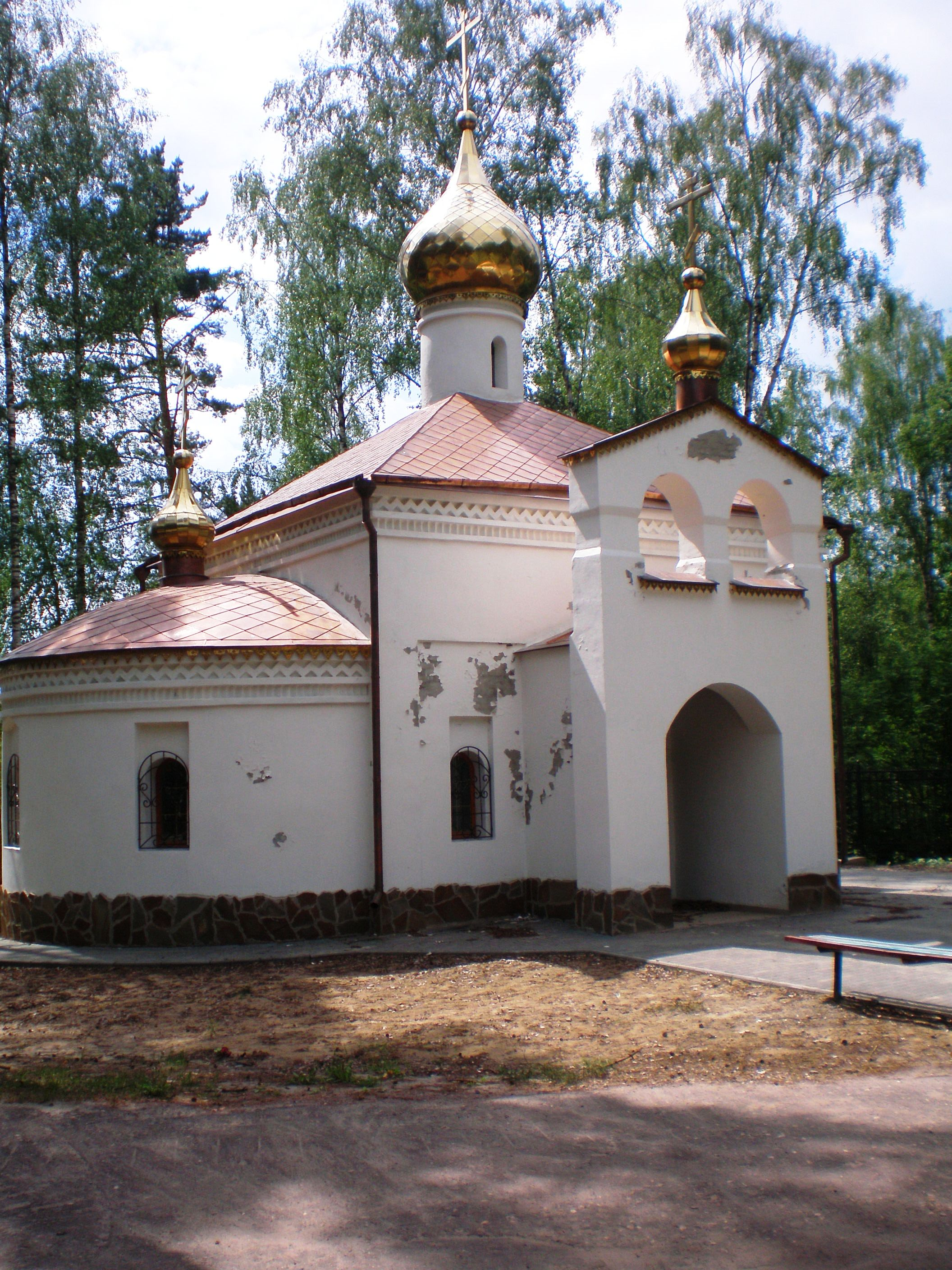
エレクトロゴルスクの墓地にある聖堂

1912年、大型の火力発電所・エレクトロペレダチャ（Электропередача）がこの地に建設された。付近は低湿地で泥炭が豊富であるため、泥炭を燃やした火力で発電を行っており、モスクワや周辺地域への電力供給に重要な役割を果たした。周囲にできた発電所労働者の集落もエレクトロペレダチャと呼ばれており、1921年には人口は4,500人を数え、学校や病院やレクリエーション施設なども建ち、1925年には鉄道の支線も通った。近くの都市ボゴロツク（1930年よりノギンスク）の市電やエレクトロスタリでの電気製鋼などもこの発電所の電気で成立している。1946年に市となり、エレクトロゴルスク（電気の山の町）と名付けられた。

## 産業
市内の重要な産業は今でもエレクトロゴルスク火力発電所である。現在は泥炭ではなく天然ガスを発電に用い、モスエネルゴ社が所有している。
エレクトロゴルスクの他の産業には家具製造、製薬、アスファルト製造などがある。また原子力発電所の安全に関する研究所（ЭНИЦ）もある。
エレクトロゴルスクには、モスクワからニジニ・ノヴゴロドを経てウファに向かうM7幹線道路が通る。またモスクワ・ニジニ・ノヴゴロド間の幹線鉄道から分かれる支線も通る。